# Coppa Sabatini 2015
La Coppa Sabatini 2015 est la 63e édition de cette course cycliste sur route masculine. Elle a lieu de 8 octobre 2015. Le départ et l'arrivée sont situés à Peccioli, dans la province de Pise en Toscane. La course fait partie de l'UCI Europe Tour, en catégorie 1.1. Elle est remportée par l'Espagnol Eduard Prades, de l'équipe Caja Rural, qui devance au sprint Maurits Lammertink (Roompot) et Mauro Finetto (Southeast).

## Classement final
|    | Coureur            | Pays     | Équipe                 |    | Temps           |
| -- | ------------------ | -------- | ---------------------- | -- | --------------- |
| 1  | Eduard Prades      | Espagne  | Caja Rural-Seguros RGA | en | 4 h 48 min 11 s |
| 2  | Maurits Lammertink | Pays-Bas | Roompot                | +  | m.t             |
| 3  | Mauro Finetto      | Italie   | Southeast              |    | m.t             |
| 4  | Simone Ponzi       | Italie   | Southeast              |    | m.t             |
| 5  | Andrea Fedi        | Italie   | Southeast              |    | m.t             |
| 6  | Sonny Colbrelli    | Italie   | Bardiani CSF           |    | m.t             |
| 7  | Jan Bakelants      | Belgique | AG2R La Mondiale       |    | m.t             |
| 8  | Leonardo Duque     | Colombie | Colombia               |    | m.t             |
| 9  | Davide Rebellin    | Italie   | CCC Sprandi Polkowice  |    | m.t             |
| 10 | Valerio Conti      | Italie   | Lampre-Merida          |    | m.t             |